# Hugo Salzmann
Pour les articles homonymes, voir Salzmann.
Hugo Salzmann (1903-1979) est un syndicaliste allemand, communiste et antifasciste.

## Biographie
Né le 4 février 1903 à Bad Kreuznach, Hugo Salzmann est le fils d'un verrier. Il réalise un apprentissage de métallurgiste, puis entame une carrière dans ce corps de métier. Syndicaliste (il sera président de la fédération syndicaliste locale), il rejoint le parti communiste d'Allemagne, puis devient président local du Secours rouge international. A cette époque, il est aussi chef politique de la Ligue de lutte contre le fascisme à Bad Kreuznach. Il est élu conseiller municipal en 1929, et épouse un an plus tard Juliana Sternat, dont il aura un fils, lui aussi appelé Hugo, le 2 novembre 1932.
En 1933, à la suite de l'arrivée au pouvoir d'Hitler et du parti nazi, la famille Salzmann s'exile à Paris, en passant par la Sarre. Pour survivre, Hugo Salzmann travaille comme emballeur et messager, mais il est rapidement reconnu comme réfugié politique, et travaille alors pour des organismes exilés du parti communiste d'Allemagne. En 1940, lorsque l'invasion de la Pologne commence, il est arrêté avec sa femme par la police française, lui interné au camp du Vernet puis à la prison de Castres, elle extradée en Allemagne en direction de Coblence. Son fils vit alors en Styrie, où il demeurera même après la guerre. Alors que Hugo Salzmann est transféré à Coblence, sa femme est envoyée au camp de Ravensbrück, où elle meurt le 5 décembre 1944, de la typhoïde. Lui est condamné à huit ans de prison en 1943 pour complot et trahison, il purge sa peine à la prison de Butzbach. Il en est libéré en mai 1945, lors de l'arrivée des troupes américaines. Après la guerre, il revient dans sa ville natale, et est de nouveau élu au conseil municipal pour le parti communiste.
Hugo Salzmann meurt finalement en 1979, à Bad Kreuznach, où une rue porte son nom.